# Mabel au fond de l'eau
Pour plus de détails, voir Fiche technique et Distribution.
Mabel au fond de l'eau (A Noise from the Deep) est un court métrage muet américain réalisé par Mack Sennett, sorti en 1913.

## Fiche technique
- Titre : Mabel au fond de l'eau
- Titre original : A Noise from the Deep
- Réalisation : Mack Sennett
- Société de production : The Keystone Film Company
- Distribution : Mutual Film Corporation
- Pays de production : américain
- Format : Noir et blanc - 1,37:1 - Format 35 mm
- Langue : film muet intertitres anglais
- Genre : Comédie
- Durée : une bobine
- Format : Noir et blanc - 1,33:1
- Date de sortie : États-Unis : 17 juillet 1913

## Distribution
- Mabel Normand : Mabel
- Roscoe Arbuckle : Bob
- Nick Cogley :
- Alice Davenport :
- William Hauber :
- Edgar Kennedy :
- Al St. John :

## Autour du film
Ce film est le premier dans lequel apparaît le gag de la tarte à la crème,, envoyé par Mabel Normand à Roscoe Arbuckle .